# Lijst van rivieren in Niger

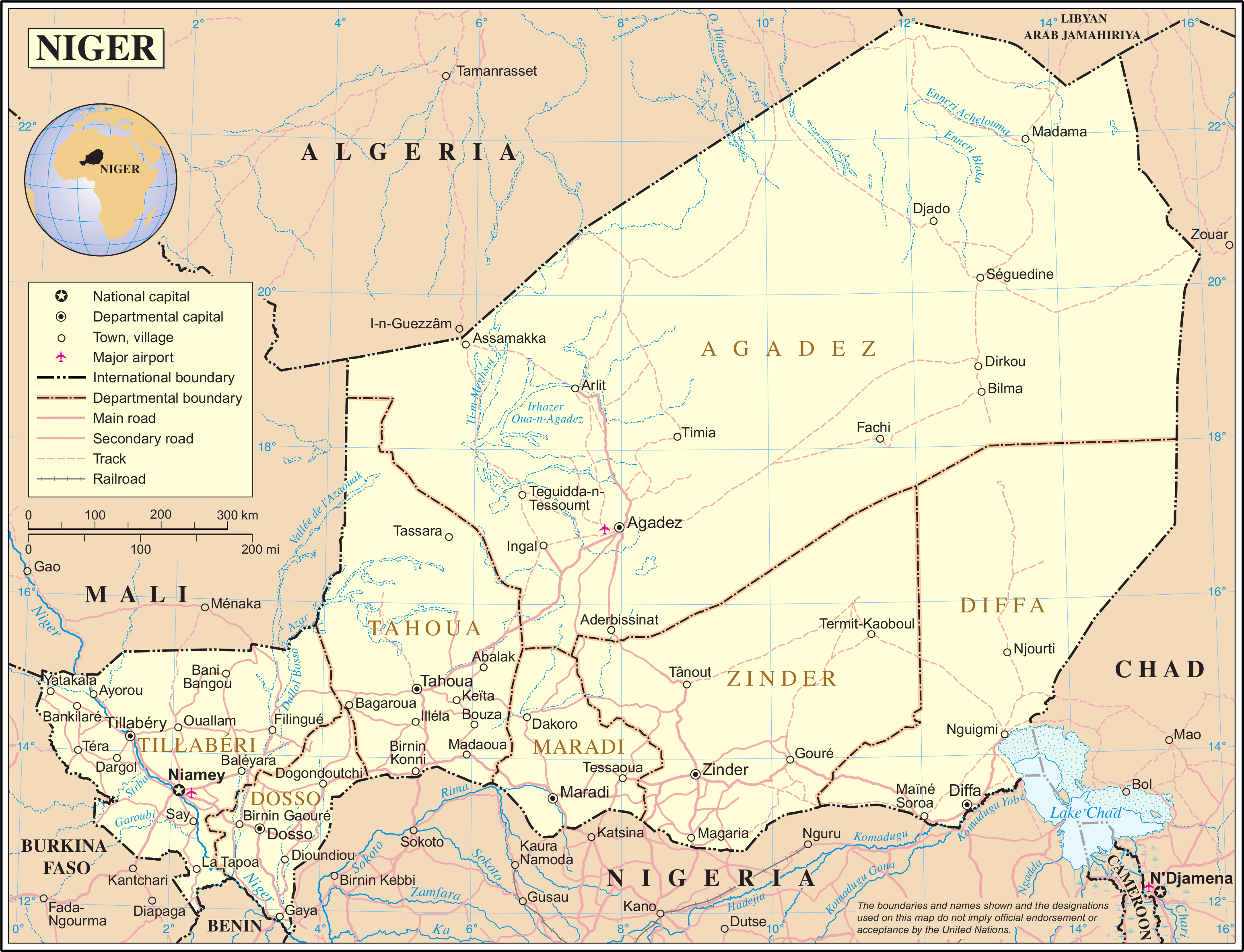
Kaart van Niger.

Dit is een lijst van rivieren in Niger. De rivieren in deze lijst zijn geordend naar drainagebekken en de opeenvolgende zijrivieren zijn ingesprongen weergegeven onder de naam van elke hoofdrivier.

## Golf van Guinee

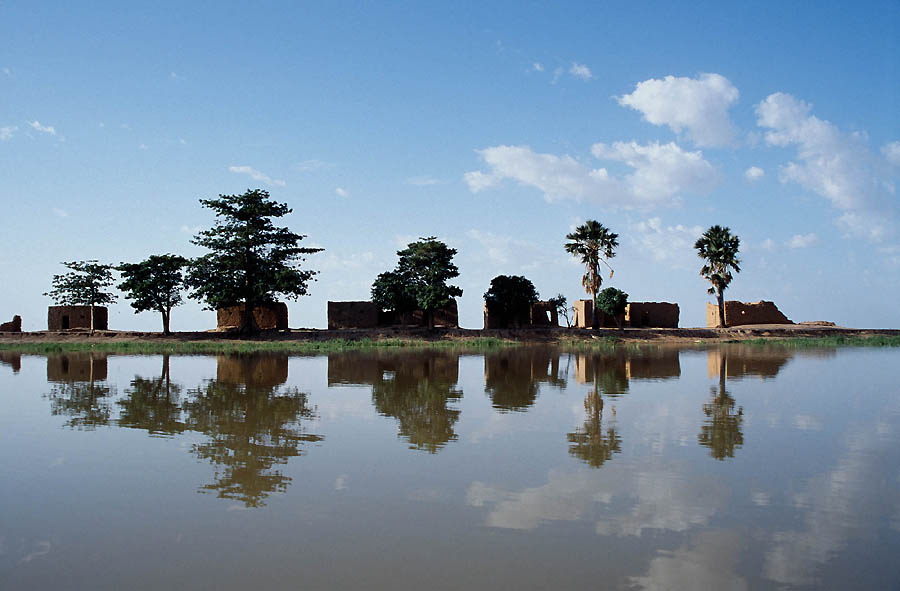
Adobe huizen op een eiland van het Debomeer, een verbreding van de Niger.

- Niger
  - Sokoto (Nigeria)
    - Rima (Nigeria)
      - Goulbi de Maradi

  - Mékrou
  - Dallol Maouri
  - Dallol Bosso
    - Vallée de l'Azaouak
      - Vallée de l'Ahzar
      - Oued Ti-n-Amzi

  - Tapoa
  - Goroubi
  - Sirba
  - Dargol
  - Béli (Gorouol)

## Tsjaadmeer
- Yobe
- Dilia